# Santa Maria de Barbens
Santa Maria de Barbens és l'església parroquial de la vila de Barbens al Pla d'Urgell. És un monument protegit com a bé cultural d'interès local.

## Arquitectura
Església de tres naus amb coberta a doble vessant. La nau central queda separada de les laterals per arcs de mig punt suportades per pilastres; té tres trams i sis columnes adossades a les pilastres amb capitells decorats. A les naus laterals hi ha tres capelles corregudes. Les naus estan cobertes amb volta de creueria excepte un tram als peus de l'església que té volta de canó. El cor també és als peus. La façana principal té una porta d'arc de mig punt feta amb dovelles de grans dimensions; per s'obre hi ha una fornícula amb la imatge de la Mare de Déu i per sobre hi ha un petit rosetó. A la part superior de la façana, en el costat dret, s'aixeca el campanar que és de planta quadrangular, amb una finestra d'arc de mig punt a cada cara per encabir les campanes, i està rematada per una balustrada. La base de l'església són de finals del romànic mentre que la resta dels murs són d'una reforma que es va dur a terme l'any 1686.

## Història
Aquesta església en principi pertanyia a la casa de la Comanda, de la que n'era un capelleta particular. Més tard va ser ampliada i concorreguda per tots el veïns del poble. El 1600 el comanador de l'Orde de l'Hospital va realitzar una visita a la casa-castell de Barbens (d'aquesta visita resta document de la comanda). Miquel de Correlles informa sobre l'antiga església: era coberta ab bòveda de pedra i guix y aprés taulada (...) En dita església y ha un portal gran ab sas portas bonas y fortas per lo qual si entra y sobre dit portal y ha un campanar de pedra ab tres campanes (...) y ha l'altar major dedicat a nostra Senyora, la capella de Sant Joan i Sant Bonaventura amb un retaule de relleu dorat nou". L'any 1989 es va restaurar la teulada a causa d'una esquerda detectada en la part més moderna del temple.